# Mike Sorber
Michael Steven Sorber (St. Louis, 1971. május 14. – ) amerikai válogatott labdarúgó.

## Pályafutása

### Klubcsapatban
St. Louisban született Missouri államban. Édesapja, Pete Sorber 30 éven keresztül volt a St. Louis-i Közösségi Főiskola labdarúgócsapatának az edzője. Sorber a középiskolában kezdett futballozni, ahol 1985-ben és 1988-ban megnyerte a missouri állami bajnokságot, 1989-ben pedig az egyik legértékesebb játékosnak választották.
Érettségit követően a St. Louis-i Egyetemre nyert felvételt, ahol 1989 és 1992 között a Saint Louis Billikens csapatában játszott. 
Miután két évig csak az amerikai válogatottban szerepelt, 1994-ben Mexikóba igazolt az első osztályban szereplő Pumas UNAM-hoz.
1996-ban visszatért az Egyesült Államokba az újonnan alakult MLS-be, ahol a Kansas City Wizards csapatában játszott egy szezont. 1997. február 1-jén aláírt a MetroStars-nál, melynek színeiben három évet töltött. 2000-ben a New England Revolution és a Chicago Fire is szerette volna leigazolni, végül utóbbi szerezte meg. A Chicagónak segített bejutni a 2000-es MLS-döntőbe, majd az idény végén befejezte a pályafutását.

### A válogatottban
1992 és 1998 között 67 alkalommal szerepelt az Egyesült Államok válogatottjában és 2 gólt szerzett. 1992. január 25-én mutatkozott be a nemzeti csapatban egy Független Államok Közössége ellen 3–1-re elveszített barátságos mérkőzésen.
Tagja volt az 1993-as és az 1995-ös Copa Américán szereplő válogatottak keretének. Részt vett a hazai rendezésű 1994-es világbajnokságon, ahol valamennyi mérkőzésen pályára lépett. Az 1996-os CONCACAF-aranykupán bronzérmet szerzett.

### Edzőként
2001 februárjában fejezte be a pályafutását és visszatért a St. Louis-i Egyetemre, ahol a Billikens segédedzője lett. 2007 és 2011 között, illetve 2013-ban az amerikai válogatott segédedzője volt. 2012-ben a Montreal Impact csapatánál dolgozott. 2014 és 2017 között a Philadelphia Union csapatát edzette másodedzőként.

## Sikerei
Egyesült Államok
- CONCACAF-aranykupa bronzérmes (1): 1996

## Külső hivatkozások
- Mike Sorber adatlapja a National-Football-Teams.com oldalon (angolul)

- Mike Sorber adatlapja a worldfootball.net oldalon (angolul)
- Mike Sorber (angol, francia, spanyol nyelven). FootballDatabase.eu